# Conrad von Bistram

Familienwappen der kurländischen Adelsfamilie von Bistram

Conrad Friedrich Otbert von Bistram (* 17. April 1816 in Jakobstadt; † 16. März 1890 in Mitau) war ein kurländischer Freiherr, Herr auf Groesen, Landmarschall und Präsident des Oberhofgerichts in Mitau. 

## Leben
Bistram studierte 1836 an der Universität Göttingen Rechtswissenschaft. Er war von 1839 bis 1843 Assessor am Doblenschen Hauptmann-Gericht, 1844 bis 1849 am Oberhauptmann-Gericht in Mitau und provisorisches Mitglied im Kurländischen Kosistoriums. 
Von 1849 bis 1856 Adelshauptmann in Bauske und  von 1856 bis 1861 Oberhauptmann in  Tuckum. Ab 1861 war Bistram 1. Jüngster Rat, ab 1868 Landmarschall, ab 1874 Oberburggraf. Seit 1878 war er Kanzler und von 1879 bis 1889 Präsident des Kurländischen Oberhofgerichts in Mitau. Ab 1889 diente er als Ehrenfriedensrichter.

## Herkunft und Familie
Conrad von Bistram stammte aus dem baltischen von Bistram (Haus Born-Rimahlen und Sussey).  Sein Vater war der Präsident des  kurländischen Konsistoriums Carl Gotthard Wilhelm Ernst von Bistram (1777–1841), der mit Appolonia von Engelhardt verheiratet war. 1849 heiratete Conrad Franziska von Pfeilitzer-Franck aus dem Hause Strutteln (Kurland).  Der älteste Sohn Franz Alexander von Bistram (* 1851 in Bauske; † 1908 in Riga) war Richter in Groesen, sein zweiter Sohn Wilhelm Rodrigo von Bistram (* 1855 in Groesen; † 1902 in Ossek) war ein  katholischer Priester. Der Enkel von Franz Alexander, Konrad Franz von Bistram (* 1927), starb 2016 in Bremen.